# Trò chơi thập niên 1950

## Trò chơi phát hành hoặc phát minh thập niên 1950
- Afrikan tähti (1951)
- Yahtzee (1954)
- Careers (1955)
- Jotto (1955)
- Perquackey (1955)
- Risk (1957, in French as La Conquête du Monde)
- Gettysburg (1958)
- RSVP (1958)
- Diplomacy (1959)

## Sự kiện lớn liên quan đến trò chơi thập niên 1950
- Avalon Hill Game Company được thành lập bởi Charles S. Roberts để xuất bản board wargame đầu tiên, Tactics. Trong nhiều năm Avalon Hill là nhà sản xuất wargame chủ yếu.